# 竹叶毛兰
竹叶毛兰（学名：Eria bambusifolia），为兰科毛兰属下的一个植物种。